# Marko Pantelić
Marko Pantelić, född den 15 september 1978 i Belgrad, Jugoslavien (nuvarande Serbien), är en serbisk före detta fotbollsspelare som bland annat spelade i VM för Serbien år 2010.

## Karriär

### Tidig karriär
Pantelić var bara 14 år då han skrev på ett professionellt kontrakt med Iraklis Thessaloniki, ett lag han spelade för i två och ett halvt år. Då han var 17 accepterade han ett franskt erbjudande att spela för Paris Saint-Germain. Han fick då träna och spela med stjärnor såsom Raí, Marco Simone och Leonardo. Nästa klubb var Lausanne, där han spelade en säsong och gjorde 14 mål. Efter det spelade han för den spanska klubben Celta Vigo. Under den spanska tiden lånades han också ut till den österrikiska klubben Sturm Graz.

### Ajax
Den 1 september 2009 skrev Pantelić på ett ettårskontrakt med Ajax, med tröja nummer nio. Under säsongen gjorde Pantelić 16 mål och 9 assist på 25 matcher. Ajax ville därefter fortsätta med ettårskontrakt, vilket Pantelic dock inte accepterade av familjeskäl. Ajax skrev då på ett kontrakt med Mounir El Hamdaoui som hans efterträdare.

### Webbkällor
- Profil på serbiska nationella fotbolls-webbsidan